# Jazz tradizionale
Il Jazz tradizionale (In inglese Trad jazz),  è una forma di jazz nata negli Stati Uniti e in Gran Bretagna che fiorì dagli anni '30 agli anni '60, sulla base del precedente stile jazz New Orleans Dixieland. Importanti musicisti jazz tradizionali come Chris Barber, Freddy Randall, Acker Bilk, Kenny Ball, Ken Colyer e Monty Sunshine eseguirono un repertorio popolare, che comprendeva anche versioni jazz di canzoni pop e filastrocche.

## Gli inizi della rinascita

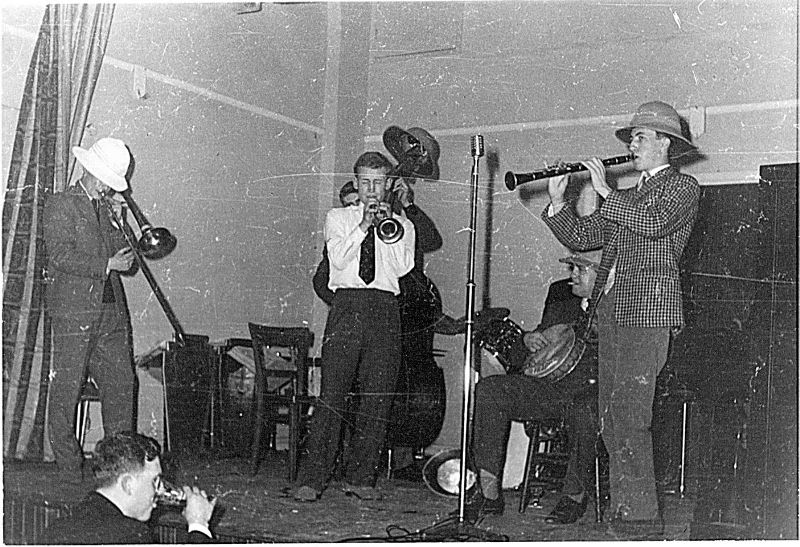
I Tranquil Valley Stompers, Londra, 1961

Un revival del Dixieland iniziò negli Stati Uniti, sulla costa occidentale, alla fine degli anni '30 come reazione allo stile di Chicago, che era vicino allo swing. Lu Watters e la Yerba Buena Jazz Band, e il trombonista Turk Murphy, adottarono il repertorio di Joe "King" Oliver, Jelly Roll Morton, Louis Armstrong e W. C. Handy: le band includevano banjo e tuba nelle sezioni ritmiche. Un revival tradizionale con sede a New Orleans iniziò con le registrazioni successive di Jelly-Roll Morton e la riscoperta di Bunk Johnson nel 1942, portando alla fondazione della Preservation Hall nel quartiere francese durante gli anni '60.
I primi pezzi di King Oliver esemplificano questo stile di hot jazz; tuttavia, quando i singoli artisti cominciarono a farsi avanti come solisti, emerse una nuova forma di musica. Uno dei musicisti della King Oliver’s Creole Jazz Band, Louis Armstrong, fu di gran lunga il più influente dei solisti, creando, sulla sua scia, una richiesta per questo "nuovo" stile di jazz, tra la fine degli anni '20 e l'inizio degli anni '30. Altri stilisti di rilievo che sono ancora venerati nei circoli jazz tradizionali oggi comprendono Sidney Bechet, Bix Beiderbecke, Wingy Manone e Muggsy Spanier. Molti artisti dell'era delle big band, tra cui Glenn Miller, Gene Krupa e Benny Goodman, ebbero i loro inizi nel jazz tradizionale.

## Gran Bretagna
In Gran Bretagna, dove il boogie-woogie, il piano "stride" e il jump blues erano popolari negli anni '40, i Dixielander di George Webb furono i pionieri di un revival tradizionale durante la seconda guerra mondiale e la band Crane River di Ken Colyer aggiunse e mantenne un forte filo conduttore del purismo di New Orleans. Humphrey Lyttelton, che suonò con Webb, formò una propria band basata sulla tradizione di New Orleans/Louis Armstrong nel 1948 ma, senza perdere l'influenza di Armstrong, adottò gradualmente un approccio più tradizionale. Nel 1958 la sua band comprendeva tre sassofoni.
Durante gli anni '50 e negli anni '60 i "Three B’s" Chris Barber, Acker Bilk e Kenny Ball ebbero particolare successo, realizzando tutti dischi di successo. Altre band di successo come Terry Lightfoot, George Chisholm, Monty Sunshine, Mick Mulligan, con George Melly e Mike Cotton, che "andarono verso il R'n'B" nel 1963-1964, fecero regolarmente apparizioni dal vivo, in onda e occasionalmente nelle classifiche britanniche, così come fece lo stesso Louis Armstrong. Versioni più spensierate venivano offerte dalla Bonzo Dog Doo-Dah Band, dai Temperance Seven e dalla The New Vaudeville Band.
Lo stile Dixieland può essere trovato qua e là nei dischi dei Rolling Stones, dei Beatles, degli Small Faces e dei Kinks, mentre The Who suonavano effettivamente il jazz tradizionale nei loro primi tempi.
Negli anni '50 un certo numero di gruppi amatoriali provinciali avevano un forte seguito locale e occasionalmente apparivano insieme ai "Jazz Jamborees". Queste band comprendevano la Merseysippi Jazz Band, ancora attiva, che ha fatto tournée oltreoceano, la Second City Jazzband (Birmingham), gli Steel City Stompers (Sheffield), i Clyde Valley Stompers (Glasgow), i Tranquil Valley Stompers (Londra) e la Saints Jazzband (Manchester).

Chris Barber ha offerto un palcoscenico a Lonnie Donegan e Alexis Korner, scatenando la mania per lo skiffle e poi per il rhythm and blues britannico che ha alimentato il boom del beat degli anni '60.